# Джон Клоусон
Джон Клоусон (англ. John Clawson, 15 травня 1944 — 15 грудня 2018) — американський баскетболіст.
Олімпійський чемпіон 1968 року.
Переможець Панамериканських ігор 1967 року.